# 武王 (秦)
武王（ぶおう）は、中国戦国時代の秦の第27代君主。第2代の王。姓は嬴（えい）、諱は蕩（とう）。恵文王の子。昭襄王の異母兄。史書によって、悼武王（とうぶおう）・武烈王（ぶれつおう）・元武王（げんぶおう）、と書かれ方が異なる。庶長兄に公子壮（季君）、ほかの庶兄弟として公子雍、公子池、涇陽君（公子巿）、高陵君（公子悝）らがいる。

## 生涯

### 即位と遺臣
恵文王14年（紀元前311年）、恵文王が没すると太子であった太子蕩が即位した。恵文王の臣をそのまま用い、司馬錯が楚を討ち、商・於の地（かつて商鞅が封ぜられた土地）を奪って黔中郡を設置する成果を挙げた。
しかし、武王は太子の頃より謀略家である張儀と不仲だったため、群臣は張儀を讒言するようになった。そのため諸侯は張儀が武王と仲が悪く隙があるのを聞くと、みな連衡に背いて再度合従するようになった。
武王元年（紀元前310年）、武王は魏の恵王と臨晋で会合した。張儀は武王に誅されるのを恐れて、「斉は私を恨んでおりますので、どうか私を魏に使わせて下さい。そうすれば必ず斉は魏を討つでしょう。大王はその隙に魏や韓をお討ち下さい」と武王に言った。翌武王2年（紀元前309年）に張儀は念願叶って魏に赴いた。張儀は秦に帰る事無く、そのまま魏で没した。
先王よりの蜀経営は、紀元前310年に成都に大城を築くなどそのまま引き継がれた。しかし、紀元前309年に蜀の国相陳壮が謀反を起こし蜀侯通を殺した。武王は庶長の甘茂や司馬錯に命じてすぐに蜀を討伐し陳壮を誅殺して乱を収めた。
武王3年（紀元前308年）に公子惲（恵文王の子）を封じて蜀侯とするなどし、ようやく蜀の政情はひとまず安定を見た。
この年、秦に初めて丞相を設置し、樗里疾（恵文王の弟、樗里子とも）と甘茂をそれぞれ左右の丞相とした。
武王2年（紀元前309年）11月、武王は丞相甘茂らに命じて為田律を定めさせた。これは詳細に農田と道路の制度を規定し、毎年指定した時期に修復するものであった。

### 宜陽の戦い
武王2年（紀元前309年）、武王は韓の襄王と臨晋の城外で会い、樗里疾を韓の宰相とした。
武王は甘茂に、「兵車を三川（伊水・洛水・黄河のある地）に入れ、そこを通って、西周室をおびやかして天下に号令できるなら、死んでも悔いはない」と言った。
甘茂はそれを聞き、「どうか私を魏にやり、秦と一緒に韓を討つ約束を決めさせて下さい」と言ったので、 武王は甘茂と向寿を魏へつかわせた。その後向寿が先に帰国し、「魏は私の言葉を聴き入れました。王は韓を討ちませぬように」と甘茂の伝言を伝えた。
武王は甘茂の魏から帰国を待ちきれず、魏にほど近い息壌の地まで出迎えた。甘茂は帰国しその息壌で武王に会った。武王はさっそく事情をたずねた。
甘茂は、「韓の重要拠点である宜陽は大邑です。落とすのは容易ではありません。いま私は外に出ております。戦の途中で、 ご一族の樗里疾や公孫衍（客卿の大臣、犀首とも）などが韓に好意を寄せると、王はきっと魏をあざむくでしょう。かつて曾子の母に、ある男が『曾参が人を殺したぞ』と知らせました。曾子の母は最初は信じませんでした。しかしそれから2人も同じように言ってきたので、曾子の母は信じて逃げ去ってしまいました。曾子ほどの賢明さと、母の厚い信頼があっても、信じられなくなります。臣の賢明さは曾子に及びませんし、王の臣に対する信頼も曾子の母ほどではないでしょう。しかも臣を疑う者は3人だけではありません。臣は王が私を見捨てられる事が心配なのです」と言い、王の覚悟を確認した。
武王はそこで「私は樗里子や公孫衍などの言葉を聞き入れまい。誓おう」と答え、甘茂と息壌で堅く盟いを結んだ。
武王3年（紀元前308年）秋、武王は甘茂と庶長封に宜陽を討たせた。しかし、それから5カ月経ち、翌武王4年（紀元前307年）になっても甘茂は宜陽を攻略できなかった。やはり樗里疾と公孫衍が甘茂を非難し更迭を図ろうとした。武王は我慢しきれず甘茂を召し戻そうとした。
甘茂はそれを聞き、「息壌はそこにあります」と言った。
武王は、「そうであった」と言い、全軍を動員して再度甘茂に宜陽を攻撃させた。
遂に甘茂は宜陽を抜き、首級6万を斬る成果を挙げ、黄河を渡って武遂に城を築くまでに至った（宜陽の戦い）。この宜陽の戦いは大激戦であったため、韓だけでなく、陥落させた秦も大きく疲弊する結果になってしまった。

### 事故死と陵
武王は力があり、普段より力試しを好んでいた。そのため、力があるだけの任鄙や烏獲などの武将がみな大官に任じられた。
武王4年（紀元前307年）8月、洛陽を訪れた武王は孟賁という大力の持ち主と鼎の挙げ比べを行い、脛骨を折って死去した。享年23。そのため、孟賁は罪されて、一族は滅ぼされた。子がないままの急逝だったために後継者争いが起こったが、燕にいた異母弟の公子稷が即位した。これが昭襄王である。
永陵に葬られた。『史記正義』は、『括地志』に曰くとして、その位置を雍州の咸陽県西北十里で誤って「周武王陵」と呼ばれているところだとする。陝西省咸陽市渭城区周陵街道には周文王陵・周武王陵と伝えられる墳丘がある。ボーリング調査により、この地下に秦代の陵と環濠の存在が確かめられており、永陵の有力候補地である。あるいはその東南3.8キロメートルにある2基の墳丘と墓をあてる説もある。